# Nicole Hohloch
Nicole Hohloch (vero nome, Nicole Seibert; nota anche semplicemente come Nicole; Saarbrücken, 25 ottobre 1964) è una cantante tedesca.

## Biografia
Rappresentò la Germania all'Eurovision Song Contest 1982, vincendo con la canzone Ein bißchen Frieden ("Un po' di pace") scritta da Bernd Meinunger e la cui musica fu composta da Ralph Siegel. Quando rieseguì la canzone al termine della votazione, cantò parte del suo brano in inglese, francese, olandese e spagnolo, oltre al tedesco. La versione inglese di questa canzone A Little Peace arrivò al 500º posto della hit parade britannica dei singoli. Vennero pubblicate anche le versioni francese ("La Paix sur Terre"), olandese ("Een beetje vrede"), spagnola ("Un poco de paz"), danese ("En smule fred"), italiana ("Un po' di pace") e russa ("Nyemnogo mira").
Nicole è tuttora una delle cantanti più note e apprezzate in Germania, Austria e Svizzera.

## Discografia
- Ein bißchen Frieden
- A Little Peace
- Wenn schon... denn schon
- Mehr als nur zusammen schlafen geh'n